# خواجة إحسان الله
نواب خواجة إحسان الله (1846-1901) هو ثالث نواب مدينة دكا. وابن خواجة عبد الغني.

## نشأته
ولد إحسان الله عام 1846 وهو ابن خواجة عبد الغني وعصمتون نسى. عندما كان طفلاً صغيراً تعلم اللغة الأردية والعربية والفارسية بالإضافة إلى القرآن والحديث والفقه. ولوحظ أنه طفل موهوب للغاية، وأتقن العقيدة الإسلامية في سن مبكرة. في عامه ال 22، عمل في توسيع ممتلكات الأسرة.

## مؤلفاته
كتب إحسان الله باللغة الأردية تحت اسم شاهين وقضى معظم وقت فراغه في تأليف الأدب باللغتين الأردية والفارسية. ولاحظ من حوله أن لديه موهبة في تأليف الشعر العفوي، نشر كتاباً مكون من مجموعة من القصائد الأردية اسمه «كليات الشاهين» محفوظة في جامعة دكا. كما نشر يومياته بعنوان «طارق الكندان الكشميرية». وفي عام 1884 نشرت في دكا.

## أعماله الخيرية
تبرع بأكثر من 5 مليون روبية لمشاريع خيرية متنوعة، وأنفق أكثر من 50000 روبية في إغاثة المجاعة في مقاطعة باريسال، ومقاطعة ميمينسينغ ودكا في عام 1896. كما كان أحد الداعمين الرئيسيين لبناء كوميلا. وموَّل العديد من المستشفيات، بما في ذلك: مستشفى باتوانكالي بيغام، ومستشفى ليدي دوفرين للنساء، ومستشفى ميتفورد. كما أنفق 40 ألف روبية على إنشاء كلية للهندسة في دكا، وهي الآن جامعة بنغلاديش للهندسة والتكنولوجيا.

### الأنشطة الإسلامية
قام بإنشاء عدد من المساجد والمدارس، كما قام بترميم وإعادة بناء أكثر من 15 درقاعة ومسجد. وكان عضوًا في الجمعية المحمدية المركزية الشمالية ولعب هذا دورًا كبيرًا في أعماله. كان مؤيدًا لتقسيم البنغال، وهو ما أكمله ابنه خواجة سليم الله.

## الجوائز والألقاب
حصل إحسان الله على العديد من الألقاب لعمله الاجتماعي والخيري، لوحظ أنه ووالده كانا حلفاء للراج البريطاني.

## وفاته
توفي إحسان الله في 16 ديسمبر 1901 بسبب ضعف القلب. ودفن في مدافن الأسرة في بيجوم بازار في دكا.